# Stonewall (film, 2015)
Stonewall je americký hraný film z roku 2015, který režíroval Roland Emmerich. Film pojednává o potyčkách mezi gayi a policií v New Yorku v létě 1969. Příběh je vyprávěn z pohledu fiktivní postavy Dannyho Winterse. Snímek měl světovou premiéru na Mezinárodním filmovém festivalu v Torontu dne 18. září 2015. Do amerických kin byl uveden 25. září 2015.

## Děj
Danny Winters v roce 1969 odchází od rodičů, protože jako gay se s nimi neshodne. Očekává, že v New Yorku bude žít lepší život. V baru Stonewall Inn se seznamuje s Trevorem a také majitelem baru Edem Murphym. Zažije zde nejen protipolicejní nepokoje, ale v roce 1970 také první Gay Pride.

## Obsazení
| Jeremy Irvine                | Danny Winters  |
| Ron Perlman                  | Ed Murphy      |
| Jonathan Rhys Meyers         | Trevor         |
| Joey King                    | Phoebe Winters |
| Caleb Landry Jones           | Orphan Annie   |
| Matt Craven                  | Seymour Pine   |
| Atticus Mitchell             | Matthew        |
| Jonny Beauchamp              | Ray Castro     |
| David Cubitt                 | Coach Winters  |
| Mark Camacho                 | Fat Tony       |
| Joanne Vannicola             | Sam            |
| Karl Glusman                 | Joe Altman     |
| Andrea Frankle               | Joyce Winters  |
| Kwasi Songui                 | Big Daddy      |
| Wilson Gonzalez Ochsenknecht | Hans Keller    |